# (4975) Dohmoto
(4975) Dohmoto (1990 SZ1) – planetoida z grupy pasa głównego asteroid okrążająca Słońce w ciągu 5,41 lat w średniej odległości 3,08 j.a. Odkryta 16 września 1990 roku.